# Rugby subacuático en Colombia
En Colombia se realizan tres grandes eventos de rugby subacuático al año. En estos torneos los diferentes clubes del país se encuentran para competir por las siguientes categorías: Sub 21, el torneo de Clubes y el torneo Interligas. Estas competencias permiten seleccionar a los mejores jugadores de cada club, quienes representan al país en el Mundial realizado por la confederación mundial de actividades subacuáticas (CMAS). en Colombia se han disputado 2 campeonatos mundiales el de 1995 y 2015, ambos en la ciudad de Cali, siendo esta la única ciudad en celebrar dos campeonatos mundiales.

## Clubes colombianos
| Clubes                     | Departamento    |
| -------------------------- | --------------- |
| Ciudad Marina              | Antioquia       |
| Ecomares                   | Antioquia       |
| Medellin UnderWater        | Antioquia       |
| Orcas                      | Antioquia       |
| Scuba uwr                  | Antioquia       |
| Tritones (UdeA)            | Antioquia       |
| Castores                   | Bogotá, DC      |
| Medusas                    | Bogotá, DC      |
| Octopus                    | Cauca           |
| ATLANTIS Rugby Subacuático | Ibagué          |
| Dragones UWR               | Magdalena       |
| Pirañas                    | Meta            |
| Yubartas                   | Meta            |
| Tiburones UWR              | Meta            |
| Vikingos                   | Risaralda       |
| Cachalotes                 | Risaralda       |
| Leones de Mar              | Risaralda       |
| Dolphins                   | Valle del Cauca |
| Quelonios                  | Valle del Cauca |
| Tiburones del Valle        | Valle del Cauca |
| Tritones del Valle         | Valle del Cauca |
| Barracudas Diving Club     | Valle del Cauca |
| UNIVALLE Diving Club       | Valle del Cauca |
| Makos                      | Antioquia       |
| Hipocampos                 | Valle del Cauca |

## Torneo de Clubes
Al año se realizan tres torneos inter-clubes de rugby a lo largo del año en dos categorías: élite y ascenso en ramas femenina y masculina. A estos asisten los clubes registrados en la Federación Colombiana de Actividades Subacuáticas (FEDECAS) que cumplan con los requisitos mínimos para competir; como lo son el número de jugadores y la documentación legal que exigen las Ligas, la Federación y Coldeportes. Además de estos torneos se realiza un torneo nacional inter-clubes Sub-21.

## Torneo Interligas
Se realiza un torneo interligas en el año. A este atienden equipos en representación de cada una de las Ligas afiliadas a FEDECAS, y se disputan medallas en la rama femenina y masculina. Es la única oportunidad oficial en la cual se pueden mezclar los deportistas de diferentes clubes.